# Коварський Микола Аронович
Коварський Микола Аронович — радянський російський сценарист.
Народився 17 січня 1904 р. в Санкт-Петербурзі в родині фармацевта.
Закінчив Ленінградський інститут історії мистецтв (1925). Працював редактором на «Ленфільмі» (1932—1934, 1938—1941), в газеті «Литературный Ленинград» (1934—1938) й журналі «Звезда» тощо, в сценарному відділі «Мосфільму».
Викладав у Всесоюзному державному інституті кінематографії (1941—1946).
Автор сценаріїв українських фільмів: «Мати» (1955, у співавт. з М. Донським) та «Мальва» (1956)
Був членом Спілки кінематографістів Росії.
Помер 13 жовтня 1974 р. в Москві.